# Посталезио
Посталезио (итал. Postalesio) је насеље у Италији у округу Сондрио, региону Ломбардија.
Према процени из 2011. у насељу је живело 307 становника. Насеље се налази на надморској висини од 500 м.

## Становништво
Према резултатима пописа становништва 2011. у општини је живело 659 становника.
| 1931. | 1936. | 1951. | 1961. | 1971. | 1981. | 1991. | 2001. | 2011. |
| ----- | ----- | ----- | ----- | ----- | ----- | ----- | ----- | ----- |
| 613   | 620   | 585   | 550   | 571   | 579   | 576   | 609   | 659   |